# بروكس كولمان
بروكس كولمان (بالإنجليزية: Brooks Coleman)‏ هو سياسي أمريكي، ولد في 11 أكتوبر 1939 بأتلانتا في الولايات المتحدة. حزبياً، نشط في الحزب الجمهوري. وقد انتخب عضو مجلس نواب جورجيا.